# Route A12 (Lettonie)
Pour les articles homonymes, voir A12.
La route A12 (Autoceļš A12) est une  route nationale de Lettonie reliant Jēkabpils à la frontière russe. Elle mesure 166,2 km. Elle fait partie des routes européennes 22 et 262.

## Tracé
- Jēkabpils
- Stirniene (lv)
- Viļāni
- Ludza
- Istalsna (lv)
- Brigi (lv)